# 檜皮姫
檜皮姫（ひわだひめ）は、鎌倉時代中期の北条一門の女性。北条時氏の娘で、母は松下禅尼。鎌倉幕府第5代将軍・藤原頼嗣の正室。第4代執権・北条経時、第5代執権・北条時頼の妹にあたる。

## 生涯
時氏の死去した年に誕生しているが、誕生日が不明のため、時氏の生前に生まれたか没後に生まれたかは不明である。
檜皮姫の祖父である3代執権・北条泰時の死後、19歳の兄・経時が跡を継ぐと、将軍藤原頼経を中心とした反得宗勢力と執権北条氏との対立が起こる。経時は将軍・頼経を解任させ、頼経の子で6歳の頼嗣を新将軍に立てると、寛元3年（1245年）7月26日夜、16歳の妹檜皮姫を7歳の新将軍頼嗣の正室として嫁がせた。凶日であるとして反対する周囲を押し切っての輿入れだった（『吾妻鏡』）。この婚姻成立によって、頼経の正室・竹御所の死後に失われた北条氏の将軍家外戚の地位を復活させた。
経時は寛元4年（1246年）閏4月に死去し、その弟時頼が執権職を継いで将軍派との対立が激化する中、檜皮姫は病床に伏し、加持祈祷の甲斐なく宝治元年（1247年）5月13日、18歳で死去した（『吾妻鏡』）。宝治合戦の1ヶ月前のことであった。